# Bohsdorf
Bohsdorf (niedersorbisch Bóšojce) ist ein Ortsteil der Gemeinde Felixsee im Landkreis Spree-Neiße in Brandenburg.

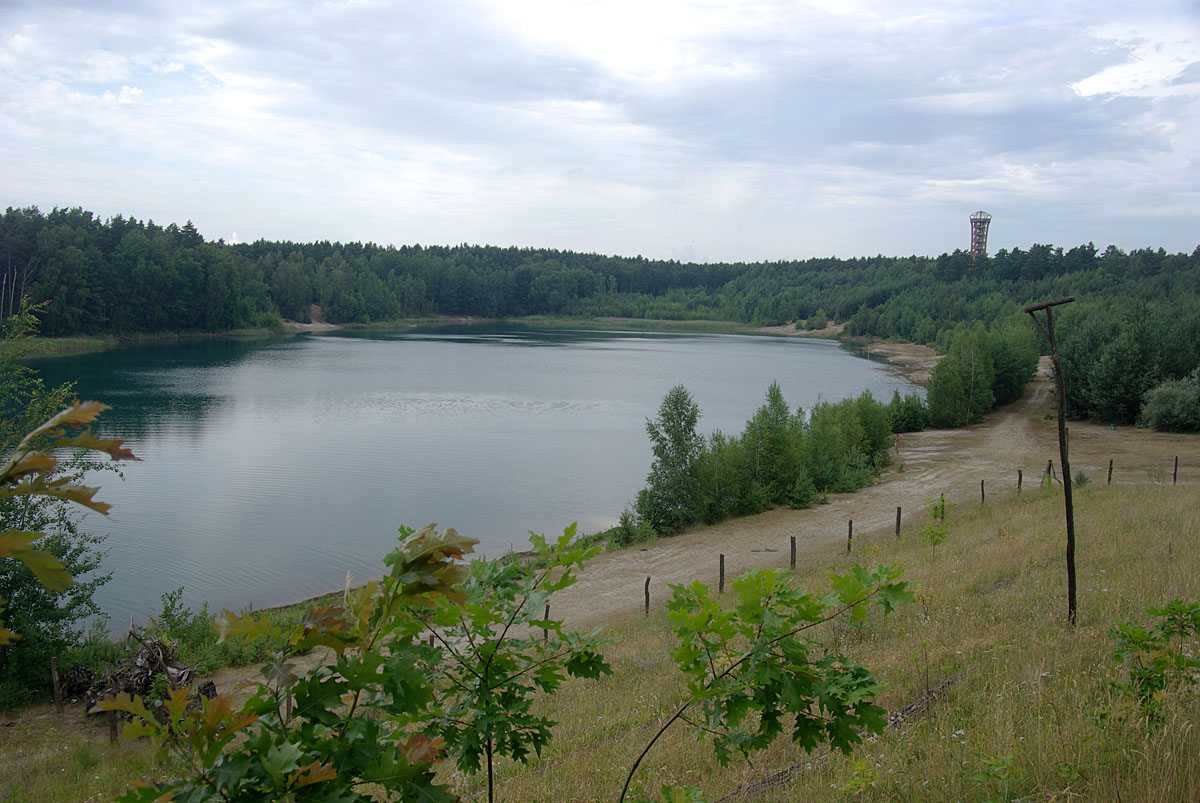
Felixsee mit Aussichtsturm

## Lage
Das Dorf liegt am Nordwesthang des Muskauer Faltenbogens und liegt 12 km nordöstlich von Spremberg und ca. 4 km westlich von Döbern entfernt. Die Gemarkung grenzt im Norden an die Gemarkung von Mattendorf, im Osten an die Gemarkungen von Klein Kölzig, Groß Kölzig und Friedrichshain, im Süden an Reuthen und Klein Loitz und im Westen an Hornow. Der Ort ist über die Landesstraße 48 von Spremberg bzw. Cottbus aus gut zu erreichen. Nach Südosten führt die L 482 weiter nach Döbern.
Auf der Gemarkung liegt der Felixsee, Namengeber für die Gemeinde Felixsee, ein Restloch der Braunkohlengrube Felix. Weitere mit Wasser gefüllte Restlöcher des Braunkohleabbaus befinden sich im nördlichen Teil der Gemarkung. Einziges nennenswertes Fließgewässer ist der Grenzgraben Bohsdorf-Vorwerk, der die nördliche Gemarkungsgrenze bildet. Historisch ist noch ein kleines Fließgewässer zu nennen, das vor Anlage der Grube Felix von den Höhen des Muskauer Faltenbogens südlich von Bohsdorf-Vorwerk bzw. zwischen Bohsdorf-Vorwerk und Hornow-Vorwerk nach Westen verlief und auf der Gemarkung Bohsdorf in der ersten Hälfte des 19. Jahrhunderts zwei Wassermühlen antrieb.
Der Ort liegt auf etwa 141 m ü. NHN. Der höchste Punkt mit 167 m ü. NHN liegt im östlichen Teil der Gemarkung. Der tiefste Punkt liegt im Bereich des Grenzgrabens Bohsdorf-Vorwerk an der nördlichen Gemarkungsgrenze mit ca. 114 m ü. NHN. Der Bereich der Gemarkung, der vom Muskauer Faltenbogen eingenommen wird, ist fast völlig bewaldet, während der westliche Teil überwiegend landwirtschaftlich genutzt wird. Südlich des Ortskern von Bohsdorf liegt der Weinberg, ein Hinweis auf früheren Weinanbau auf der Gemarkung.
Zu Bohsdorf gehört der Wohnplatz Bohsdorf-Vorwerk; Bohsdorf hat etwa 550 Einwohner.

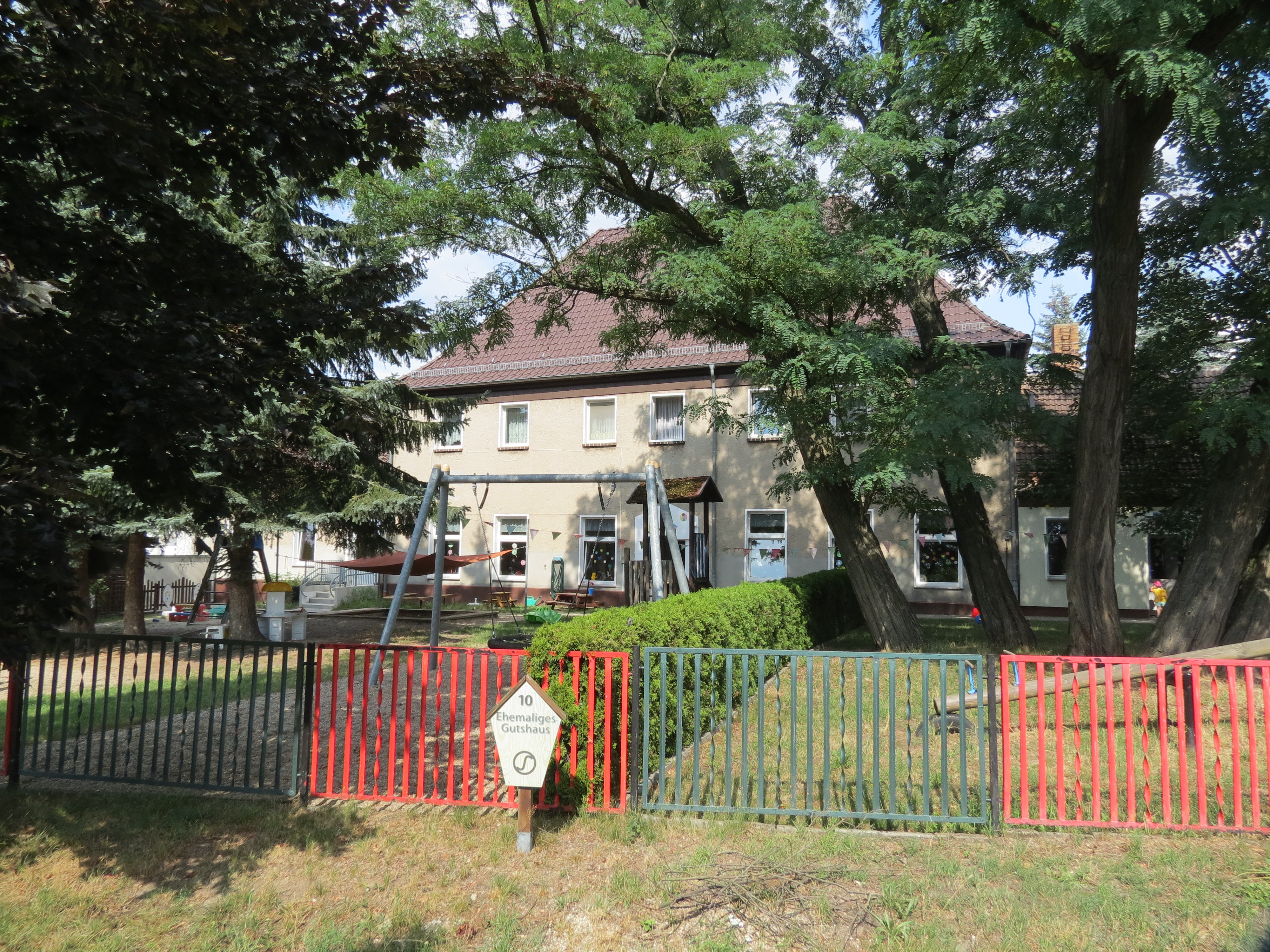
Ehemaliges Gutshaus und heutiger Kindergarten Bohsdorf

## Geschichte
Die erste urkundliche Erwähnung des Ortes stammt aus dem Jahr 1455. Die Bezeichnung Bohsdorf stammt wahrscheinlich von dem Personennamen Boš oder Bož, eine Koseform von Personennamen wie Bogoslav, Boslav oder ähnliche Formen. Nach Rudolf Lehmann war die ursprüngliche Dorfstruktur eine Sackgasse in Blockform.
Am 24. August 1498 beurkundete Heinrich, Burggraf zu Meißen und königlich-böhmischer Landvogt der Niederlausitz, dass er mit Zustimmung des Königs Ladislaus von Böhmen Schloss und Stadt Spremberg von Hans von Kittlitz gekauft hat. Da Heinrich den Kaufpreis nicht vollständig aufbringen konnte, verpfändete er Hans von Kittlitz für die noch schuldigen 1.200 rheinischen Gulden vom 29. September 1498 ab, auf die Dauer von vorläufig fünf Jahren, die Dörfer Hornow, Bohsdorf, Bagenz und Sellessen sowie die Bagenzer und Bohsdorfer Heide samt allem Zubehör. Während Sellessen später wieder zum größeren Teil Bestandteil der Herrschaft Spremberg war, kamen die restlichen drei Dörfer in Adelsbesitz, wobei Bagenz und Hornow bis weit ins 17. Jahrhundert hinein eine gemeinsame Geschichte hatten.
Bohsdorf war 1527 im Besitz des Jacob von Kittlitz, nach dessen Tod 1539 es dem Landesherrn heim fiel. Landvogt Heinrich Tunkel von Bernitzko verkaufte Bohsdorf 1539 an Hans von Köckritz, der das Dorf 1541 an Georg von der Schulendorf veräußerte. Bis 1550 war Bohsdorf in den Besitz von Ludwig von Klitzing gekommen, der es mit Zustimmung seines Vetters Lippold von Klitzing, Hauptmann zu Jüterbog und Dahme an Jobst Brandt von Lindau verkaufte. Am 2. Oktober 1550 fertigte der damalige Landvogt Albrecht von Schlick Graf von Passaun den Lehnbrief für Jobst Brandt von Lindau über Haus und Gut Reuten, Dorf Boßdorf, die Schönheide, das Vorwerk genannt mit Zinsen, Renten, Hofdiensten, Ober- und Niedergericht, Vorwerken und den Teich Lugk aus. Schon 1553 ist ein Gastwirt Matthes aus Bohsdorf in einer Gerichtsurkunde erwähnt, das heißt, dass damals schon ein Krug in Bohsdorf existierte. Als Jobst Brandt von Lindau 1562 gestorben ist, hatte er immer noch 900 Taler Schulden bei Lippold von Klitzings Erben, für die außerdem noch 108 Taler rückständige Zinsen aufgelaufen waren. Jobst Brandt von Lindaus Erben traten den Erben von Lippold von Klitzing daher eine Schuldforderung in Höhe von 1000 Talern ab, die sie an Andreas von Drachsdorf hatten. Anscheinend übernahm der älteste Sohn des Jobst Brandt von Lindau, der ebenfalls Jobst hieß Bohsdorf und verkaufte es bald darauf an Andreas von Lindholz. 1576 sind die Brüder von Polenz in Bohsdorf nachgewiesen. Nach Houwald waren sie wahrscheinlich nur Pfandbesitzer von Bohsdorf.
Danach folgte 1577 Thomas Gode, ein Lübecker Bürger, der schon 1576 Drebkau als Pfand erhalten hatte. 1589/90 ist Thomas Gode verstorben. Am 18. Februar 1590 erhielten Peter und Klaus Gode, Bürger zu Rendsburg den Lehnsbrief. Der Schwiegersohn des verstorbenen Thomas Gode, Marc Antonius Carchesius (oder Carchesien) verkaufte Bohsdorf im Auftrag der beiden Brüder Peter und Klaus Gode 1594/95 für 10.000 Taler an Harbord von Mandelsloh auf Gallinchen. Am 20. März 1595 erhielt Harbod von Mandelsloh den Lehnbrief über Bohsdorf. Er war mit Martha von Kottwitz verheiratet, mit der er 1599 eine Ehestiftung abschloss. Harbod von Mandelsloh war der Sohn des Cottbuser Hauptmanns Barthold von Mandelsloh, der 1564 in Biberteich in West-Sternberg ansässig war. 1594 hatte er zusammen mit Bohsdorf auch Reuthen und Schönheide von den Brüder Gode gekauft.
1636 war Erich von Mandelsloh, der Sohn des Harbod von Mandelsloh und der Martha von Kottwitz Besitzer von Bohsdorf. Erich von Mandelsloh war mit Helene von Kanitz verheiratet. Erich von Mandelsloh ist früh verstorben und die Witwe heiratete in 2. Ehe Wiegand von Hake (* 1567, † 4. November 1626). 1647 war Bohsdorf im Besitz des Hans Harbord von Mandelsloh, dem Sohn des Erich von Mandelsloh und der Helene von Kanitz. Hans Harbod ist am 14. August 1668 gestorben. Erbe war der Sohn Caspar Siegmund, der mit Anna Christina von Schlieben verheiratet war.
Auf ihn folgte Hans Siegmund von Mandelsloh (* 1661, † 1716, Grabstein an der Ostseite der Hornower Dorfkirche). Er war mit Marianne von Pannwitz von Hornow verheiratet. Nach dessen Tod erbten seine vier Söhne Balthasar Erdmann, Johann Adolf, Gottlob Harbord und Georg Sigismund das Gut Bohsdorf. 1708/18 lebten in Bohsdorf drei Bauern, acht Kossäten und sechs Büdner oder Häusler, die Schatzung betrug 850 Gulden.
In der brüderlichen Teilung fiel Bohsdorf 1717 dem Gottlob Harbord von Mandelsloh zu. Er heiratete am 10. Juni 1719 Margarethe Elisabeth von Köckritz (* 1. November 1697, † 18. Februar 1732) adH. Drebkau (Grabstein an der Südseite der Dorfkirche Hornow). Gottlob Harbord von Mandelsloh war Amtshauptmann in Pförten und Landesältester. Das Paar hatte neun Kinder, von denen aber vier Kinder im Kleinkindalter starben. Zum Zeitpunkt des Todes der Mutter (1732) waren noch drei Söhne und zwei Töchter am Leben (Text Grabstein). Er starb am 25. Mai 1746 in Hornow und wurde dort auch begraben. Erbe war der älteste Sohn Gottlob Erdmann (* 16. Juni 1720), der am 31. August 1746 den Lehnseid leistete. 1755 hatte Bohsdorf 212 Einwohner. Die durchschnittliche Ernte in Dresdner Scheffeln gerechnet betrug 476 Scheffel Korn, 2 Scheffel Weizen, 123 Scheffel Gerste, 72 Scheffel Hafer, 7 Scheffel Erbsen, 94 Scheffel Heidekorn (= Buchweizen), drei Scheffel Hopfen und 8 Scheffel Lein.
Anscheinend verkauften oder verpfändeten die beiden Brüder Gottlob Erdmann und Heinrich Wilhelm von Mandelsloh Bohsdorf an ihre Mutter Helene Sidonie, die 1750 den Lehenseid leistete. Um 1750 oder etwas später wurde die „Alte Schmiede“ in Bohsdorf erbaut. 1752 hatte Helene Sidonie Streitereien mit Hans Krüger und Konsorten zu Bohsdorf wegen Spanndiensten. Sie verkaufte Bohsdorf an den kurfürstlich-sächsischen und gräflich-promnitzischen Amtshauptmann Johann Friedrich von Trosky, der 1755 den Lehnseid leistete. In diesem Jahr wollte er die Dorfschenke an die Straße verlegen, also nach Bohsdorf-Vorwerk, was auch genehmigt wurde. Er war in den Jahren zwischen 1765 und 1777 nachweislich Landesältester des Sprembergischen Kreises. Nach dem Tod des Vaters verkauften die beiden Söhne Karl Friedrich und August Wilhelm von Trosky Bohsdorf 1782/83 an Leutnant Anton August von Rade, der am 21. Januar 1783 den Lehnseid leistete. Nach Houwald pachtete Christian Friedrich Heinze zunächst Bohsdorf, 1799 kaufte er schließlich das Gut.
1805 wurde in Hornow eine Schule für die Kinder aus Hornow und Bohsdorf gebaut. Anscheinend gab es dabei Streitigkeiten wegen der Finanzierung. Offenbar sollte Christian Friedrich Heinze unentgeltlich Holz für den Bau liefern, was er nicht tat, denn der Ortsherr von Hornow, August Ludwig Theodor von Oertzen klagte gegen ihn.
Christian Friedrich Heinze war mit Johanna Rosine geb. Hirt (+ 13. November 1832) verheiratet. Die Tochter Johanna Rosine Friederike Heinze heiratete 1812 den Sigismund Paschke auf Klein Loitz. Der Sohn Christian Friedrich August Heinze wurde nach seiner Heirat mit Elise Marie Freiin von Luttitz 1823 als Heinze von Luttitz in der Adelsstand erhoben. Er kaufte 1818 das Rittergut Tschernitz im damaligen Kreis Sorau.
In der Topographisch-statistische Uebersicht des Regierungsbezirks Frankfurth a. d. O. von 1820 (Stand: 1818) wird Bohsdorf als adliges Dorf mit 34 Feuerstellen und 200 Einwohnern beschrieben. Im Bohsdorfer Vorwerk gab es 12 Feuerstellen und 51 Einwohner. In Bohsdorfer Mühle, einer Wassermühle, gab es eine Feuerstelle und drei Einwohner. Nach dem Tod des Christian Friedrich Heinze übernahm zunächst die Witwe Johanna Rosine geb. Hirt die Bewirtschaftung des Rittergutes. Nach deren Tod am 13. November 1832 wurde Bohsdorf in der Erbteilung von ihrem Sohn Robert Heinze für 30.000 Taler übernommen. Vermutlich starb Robert Heinze früh, denn Bohsdorf war 1844 im Besitz der Heinzeschen Erben.
1844 ist Bohsdorf als Dorf mit einem Vorwerk, zwei Wassermühlen, einer Windmühle und einer Ziegelei beschrieben. Im Ort und im Vorwerk standen 54 Wohnhäuser mit 322 Einwohnern. Im Urmesstischblatt 4352 Döbern von 1845 ist die Ziegelei südlich des Vorwerks eingezeichnet, die beiden Wassermühlen waren ebenfalls in der Nähe des Vorwerks. Die Windmühle stand am östlich Ortsausgang.
1850 war Bohsdorf in den Besitz des Maximilian Robert Heinze übergegangen, der 1850 die Braunkohlen- und Alaunerzvorkommen auf dem Grund und Boden des Rittergutes entdeckte. 1851 darauf wurde die Heinzesche Grube angefahren, die er 1853 an den Kaufmann Heinrich Luttosch und den Holzhändler Carl Schulze in Spandau verpachtete, nun als Grube Felix bezeichnet. Maximilian Robert Heinze war mit Emma Sofie Ottilie Bettführ verheiratet, mit der er fünf Kinder, vier Töchter und einen Sohn hatte. 1856 war Maximilian Robert Heinze Polizei-Verwalter in Bohsdorf.
Nach Berghaus hatte das Rittergut Bohsdorf 1853 eine Gesamtgröße von 2471 Morgen 71 Quadratruten, davon waren 742 Morgen 127 Quadratruten Acker, 36 Morgen 153 Quadratruten Wiesen und 1431 Morgen 42 Quadratruten Wald, Die Schatzung betrug 850 Mark.
1865 kam es zu einem Grubenbrand in der Grube Felix. Durch Fehlverhalten des Vormannes starben sieben Menschen.
Die Beschreibung von Bohsdorf im Topographisch-statistischen Handbuch des Regierungs-Bezirks Frankfurt a. O.  von 1867 lautet: Dorf mit einer Windmühle, einer Ziegelei und einem Braunkohlenwerk, die Felix-Grube genannt, 44 Wohnhäuser, 278 Einwohner, Vorwerk Bohsdorf, Gasthof und Post-Expedition, 17 Wohnhäuser, 112 Einwohner. Das Gasthaus in Bohsdorf-Vorwerk wurde von Gastwirt W. Simmang betrieben.
Maximilian Robert Heinze starb 1872. Zunächst übernahm seine Witwe Emma Sofie Ottilie geb. Bettführ das Gut. Im Generaladressbuch von 1879 wird die verw. Frau Heinze als Besitzerin von Bohsdorf genannt, ebenso im Handbuch des Grundbesitzes im Deutschen Reiche von 1885. Das Rittergut Bohsdorf hatte damals eine Gesamtgröße von 576 ha, davon 123 ha Acker, 11 ha Wiesen, 13 ha Weiden, 372 ha Wald, 3 ha Ödland und 12 ha Wasser. Der Grundsteuerreinertrag betrug 2900 Mark. Das Gut wurde von einem Inspektor namens Thomas bewirtschaftet. Der Sohn Ernst war 1871 nach Amerika ausgewandert. Nach dem Tod des Vaters suchte ihn die Mutter per Inserat.
In den Anfangsjahren der Grube Felix wurde auch Alaun gefördert. 1878 ist die Grube Felix auch als Alaunerzbergwerk bezeichnet. 1888 wurde die Straße von Spremberg nach Forst zur Chaussee ausgebaut.
1891 existierte sogar eine Normalspurbahn, mit der die Braunkohle zur Haltestelle Groß Kölzig der Bahnstrecke Weißwasser–Forst bzw. später auch zur Brikettfabrik südlich Groß Kölzig transportiert wurde. 1904 wurde eine Drahtseilbahn zum Abtransport der Braunkohle gebaut. 1894 wurde in Bohsdorf eine Schule erbaut. Vorher gingen die Kinder in Hornow zur Schule. 1896 sind die Robert Heinze’schen Erben Besitzer von Bohsdorf.
1904 kaufte der damalige Landrat des Kreises Spremberg Robert Erwin Wilkins (* 14. Juni 1868 in Hornow) das Rittergut Bohsdorf, allerdings ohne die Kohlefelder der Grube Felix, etwa 750 Morgen für 180.000 Mark. 1898 hatte Robert Erwin Wilkins die Plantage Ambangalu mit Neu-Hornow bei Korogwe in West-Usambara im damaligen Deutsch-Ostafrika (heute Tansania) gekauft, wo er zusammen mit seinem Geschäftspartner Eugen Wiese Kaffee anbaute. Die Plantage umfasste etwa 3000 ha mit 300.000 Kaffesträuchern.
1921 wurde eine Elektrizitätgenossenschaft gegründet. 1922 wurde Bohsdorf an die Elektrizitätsversorgung angeschlossen und erhielt Strom vom neuen Kraftwerk Trattendorf.
Robert Erwin Wilkins war auch noch 1929 im Besitz von Bohsdorf, das er vom Verwalter H. Hochheim bewirtschaften ließ. Das Gut hatte damals noch eine Gesamtgröße von 206 ha, davon 148 ha Acker, 8 ha Wiesen und 50 ha Wald. Auf dem Hof wurden 4 Pferde und 25 Stück Rindvieh gehalten. Der Grundsteuerreinertrag ist summarisch für Hornow und Bohsdorf angegeben, 6638 Mark. Das vormalige Rittergut Bohsdorf wurde in ein Waldgut umgewandelt.
1930 ging die Grube Felix in Konkurs und wurde von der Grube Concordia übernommen, die 1933 selber in Konkurs ging. 1946 wurde sie enteignet.

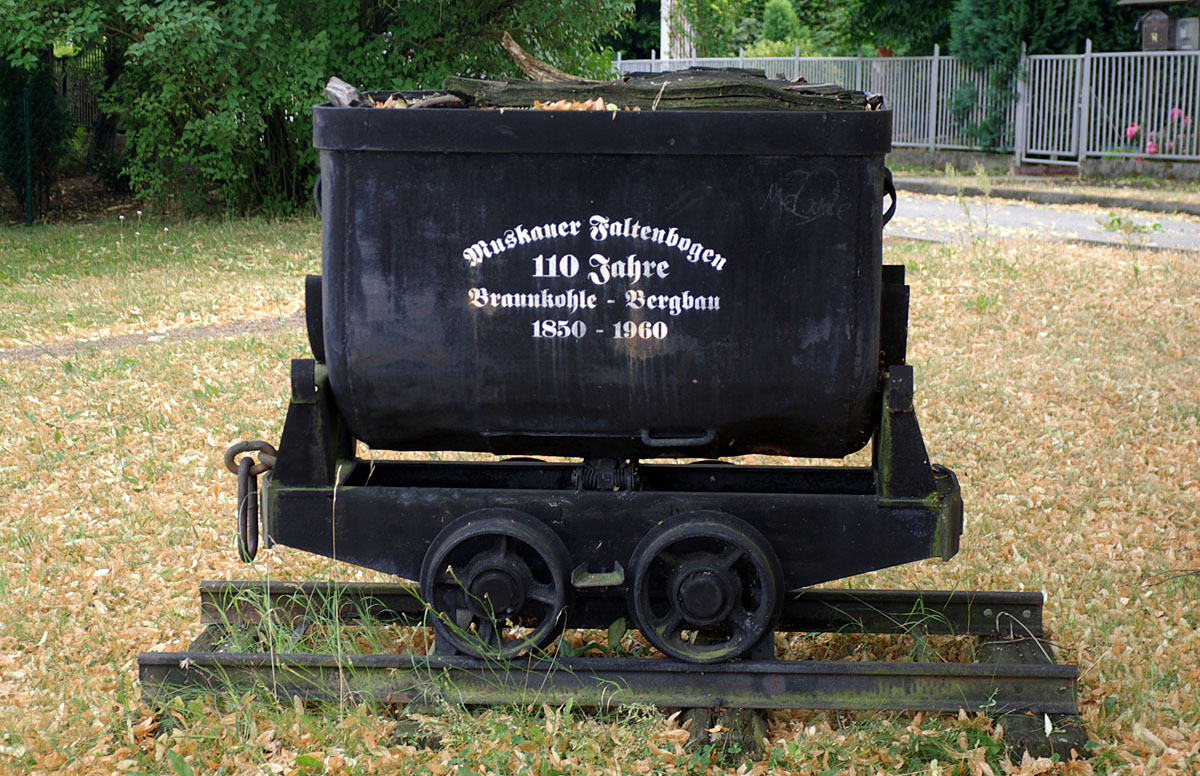
In Bohsdorf erinnert eine Bergbaulore an den auf der Gemarkung und der weiteren Umgebung betriebenen Braunkohlenabbau

1934 wurde die Freiwillige Feuerwehr gegründet. 1936 wird mit dem Bau der „Neuen Schule“ in Bohsdorf mit nunmehr zwei Klassenräumen begonnen.
In den letzten Kriegstagen kam es am 17. April 1945 noch zu schweren Kämpfen in Bohsdorf. Dabei fielen 18 deutsche und etwa gleich viele russische Soldaten. Nach dem Zweiten Weltkrieg wurde das Gut enteignet und aufgeteilt.
Im Jahr 1969 wurde mit dem Bau der Bungalowsiedlung am „Felixsee“ begonnen. 1972 wurde der neue Konsum „Unter Eechen“ eingeweiht. 1985 erfolgte die Eröffnung der neuen Gaststätte „Felixsee.“ 1988 wurde die neue Festhalle auf dem Festgelände errichtet. 1997 wurden Bohsdorf und der Ortsteil Vorwerk an das überregionale Radwandernetz angeschlossen.

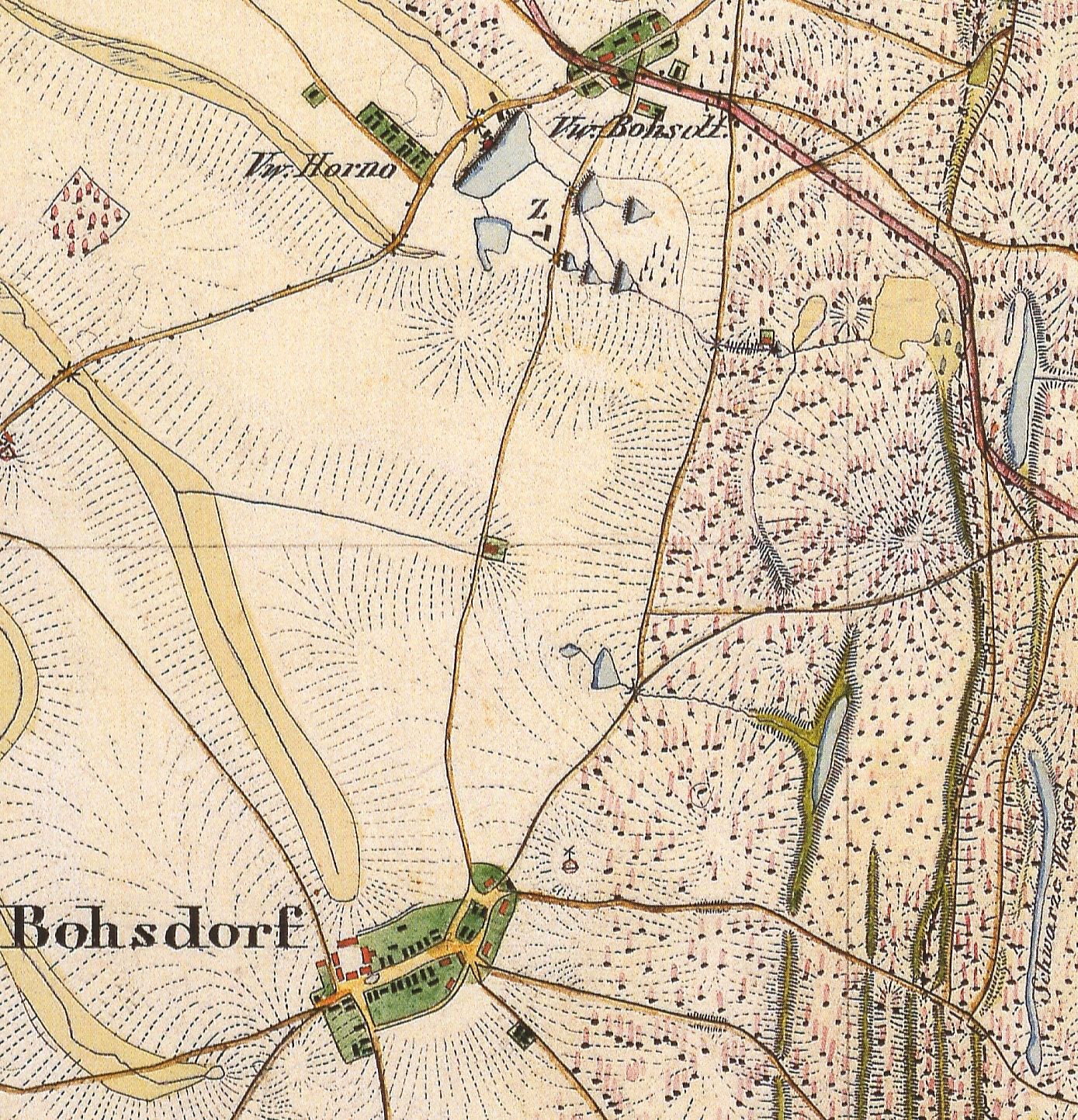
Bohsdorf auf dem Urmesstischblatt 4353 Döbern von 1845

### Die Mühlen von Bohsdorf
In Bohsdorf existiert schon vor 1800 eine Wassermühle (Lage:). 1794 klagte der Müller Johann Christoph Lehmann gegen die Herrschaft bzw. den Gutsbesitzer Christian Friedrich Heinze wegen illegalen Bretterschneidens. Es ist zu vermuten, dass die damalige Wassermühle eine Schneidemühle war und das Monopol auf das Sägen von Brettern hatte. In der Beschreibung des Dorfes von 1818 ist nur diese Wassermühle erwähnt. Bis 1845 kam eine weitere Wassermühle im Bereich des Vorwerks () und eine Windmühle am nordöstlichen Ortsausgang, etwas abseits der Straße (Lage:) hinzu. Die beiden Wassermühlen und die Windmühle sind auf dem Urmesstischblatt 4352 Döbern von 1845 verzeichnet und damit gut zu lokalisieren. Während die beiden Wassermühlen schon 1867 nicht mehr genannt werden, war die Windmühle noch bis in die 1930er Jahre in Betrieb.
1841 sollte die dem Müller Johann Gottlieb Schneider gehörige Windmühle in Bohsdorf versteigert werden. Der Wert des Windmühlengrundstücks wurde auf 873 Reichstaler 10 Groschen abgeschätzt. 1845/47 wurde der Mahlzwang aufgehoben. Der Mühlenbesitzer Seyffert in Bohsdorf erhielt eine Entschädigung für den Wegfall des Mahlzwanges auf seiner Mühle. Es dürfte sich um die Windmühle gehandelt haben. 1913 gehörte die Windmühle dem Ernst Jannaschk, 1929/32 ist Ernst Jannaschk als Müller und Bäcker bezeichnet. 1936 war sie schon nicht mehr in Betrieb und durch Verfall gefährdet. In der Topographischen Karte 1:25.000 Blatt 4353 Döbern von 1942 ist die Windmühle dann nicht mehr verzeichnet. Sie soll aber noch bis zum 17. April 1945 gestanden haben, als sie durch die Kämpfe der letzten Kriegstage zerstört wurde. Auf der Webseite des Erwin-Strittmatter-Vereins findet sich noch ein Foto der alten Bockwindmühle.

### Bevölkerungsentwicklung
| Einwohnerentwicklung in Bagenz von 1755 bis 2018 | Einwohnerentwicklung in Bagenz von 1755 bis 2018 | Einwohnerentwicklung in Bagenz von 1755 bis 2018 | Einwohnerentwicklung in Bagenz von 1755 bis 2018 | Einwohnerentwicklung in Bagenz von 1755 bis 2018 | Einwohnerentwicklung in Bagenz von 1755 bis 2018 | Einwohnerentwicklung in Bagenz von 1755 bis 2018 | Einwohnerentwicklung in Bagenz von 1755 bis 2018 | Einwohnerentwicklung in Bagenz von 1755 bis 2018 | Einwohnerentwicklung in Bagenz von 1755 bis 2018 | Einwohnerentwicklung in Bagenz von 1755 bis 2018 | Einwohnerentwicklung in Bagenz von 1755 bis 2018 | Einwohnerentwicklung in Bagenz von 1755 bis 2018 | Einwohnerentwicklung in Bagenz von 1755 bis 2018 | Einwohnerentwicklung in Bagenz von 1755 bis 2018 | Einwohnerentwicklung in Bagenz von 1755 bis 2018 | Einwohnerentwicklung in Bagenz von 1755 bis 2018 | Einwohnerentwicklung in Bagenz von 1755 bis 2018 | Einwohnerentwicklung in Bagenz von 1755 bis 2018 |
| ------------------------------------------------ | ------------------------------------------------ | ------------------------------------------------ | ------------------------------------------------ | ------------------------------------------------ | ------------------------------------------------ | ------------------------------------------------ | ------------------------------------------------ | ------------------------------------------------ | ------------------------------------------------ | ------------------------------------------------ | ------------------------------------------------ | ------------------------------------------------ | ------------------------------------------------ | ------------------------------------------------ | ------------------------------------------------ | ------------------------------------------------ | ------------------------------------------------ | ------------------------------------------------ |
| Jahr                                             | 1755                                             | 1818                                             | 1846                                             | 1867                                             | 1875                                             | 1890                                             | 1900                                             | 1910                                             | 1925                                             | 1939                                             | 1946                                             | 1950                                             | 1964                                             | 1971                                             | 1981                                             | 1991                                             | 2000                                             | 2018                                             |
| Einwohner                                        | 212                                              | 251*                                             | 327                                              | 399                                              | 391                                              | 378                                              | 372                                              | 579                                              | 596                                              | 674                                              | 638                                              | 750                                              | 645                                              | 615                                              | 617                                              | 597                                              | 698                                              | 559                                              |

- Dorf: 200, Vorwerk: 51

### Kommunale Geschichte
Bohsdorf gehörte im ausgehenden Mittelalter und in der frühen Neuzeit zum Sprembergischen Kreis der sächsischen Niederlausitz. Durch die Beschlüsse des Wiener Kongresses kam die sächsische Niederlausitz 1815 an Preußen. In der Kreisreform von 1816 wurden die Kreise der Niederlausitz neu zugeschnitten; Bohsdorf kam zum Kreis Spremberg-Hoyerswerda. Diese Kreis wurde bereits 1824 wieder aufgelöst und der Kreis Spremberg mit wenigen Gebietsänderungen gegenüber 1815 wieder hergestellt. Der Kreis Spremberg überdauerte auch die Kreisreformen von 1950 und 1952 in der damaligen DDR fast unverändert. Nach der Wende 1990 wurde der Kreis Spremberg dem Land Brandenburg zugeordnet und noch in Landkreis Spremberg umbenannt. 1993 wurde er schließlich mit den Kreisen Cottbus, Guben und Forst zum Landkreis Spree-Neiße vereinigt.
Die ländliche Gemeinde Bohsdorf zerfiel bis Mitte des 19. Jahrhunderts in den Gemeindebezirk und den Gutsbezirk Bohsdorf. 1869 hatte der Gemeindebezirk 936 Morgen, der Gutsbezirk 2260 Morgen bzw. 1900 239 ha gegenüber 816 ha. Mit der Bildung der Amtsbezirke 1874 in der damaligen Provinz Brandenburg wurde Bohsdorf dem Amtsbezirk 2 Hornow des Kreis Spremberg zugeordnet. Zum Amtsvorsteher ernannt wurde Rittergutsbesitzer Robert Wilkins auf Hornow. Erst 1928 wurden Gemeinde- und Gutsbezirk zur Landgemeinde Bohsdorf vereinigt. Nach der Wende wurden in Brandenburg zur Verwaltung der vielen, oft sehr kleinen Gemeinden Ämter gebildet. Bohsdorf schloss sich mit 13 anderen Gemeinden zum Amt Döbern-Land zusammen. Zum 31. Dezember 2001 schlossen sich die Gemeinden Bloischdorf (Amt Hornow/Simmersdorf) sowie Bohsdorf, Friedrichshain und Klein Loitz (Amt Döbern-Land) zur neuen Gemeinde Felixsee zusammen. Die neue Gemeinde wurde dem Amt Döbern-Land zugeordnet. Seither ist Bohsdorf ein Ortsteil der Gemeinde Felixsee. Vorwerk-Bohsdorf hat nur noch den Status eines Wohnplatzes. Im Ortsteil Bohsdorf wird ein Ortsbeirat bestehend aus drei Mitgliedern gewählt. Derzeitiger Vorsitzender des Ortsbeirates ist Dieter Lehmann (2019).

### Kirchliche Geschichte
Bohsdorf hat keine Kirche und hatte auch in der Vergangenheit keine Kirche. Die (evangelischen) Bewohner waren immer eingepfarrt nach Hornow und gehören auch heute noch zur Kirchengemeinde Hornow im Pfarrsprengel Trinitatis im Evangelischen Kirchenkreis Senftenberg-Spremberg.

## „Bossdom“
Bekannt wurde Bohsdorf unter dem Namen Bossdom. So nannte Erwin Strittmatter in seinem Roman Der Laden den Ort, in dem er aufwuchs und seine Eltern ein Geschäft führten. Das Geschäft ist seit dem 30. Januar 1999 als Museum wiedereröffnet.
Die Gemeinde Felixsee hat einen Rundwanderweg eingerichtet und ausgeschildert, der zu den Handlungsorten führt, die Strittmatter in seinem Roman beschrieben hat.

## Das Verschwinden der sorbischen Sprache im Ort
1850 waren von 341 Einwohnern noch 316 sorbischsprachig, also 92,6 %. Schon 1867 waren von den nun 403 Einwohner nur noch 103 der sorbischen Sprache mächtig, oder gaben sich als Sorben zu erkennen. Bei diesen Zahlen ist auch immer zu bedenken, dass gerade in den 1860er und 1870er Jahren das deutsche Nationalbewusstsein stark gestiegen ist.

## Denkmale und Sehenswürdigkeiten
Die Denkmalliste des Landes Brandenburg für den Landkreis Spree-Neiße verzeichnet vier Bodendenkmale
- Nr. 120004 Flur 1: Hügelgräberfeld der Bronzezeit, Gräberfeld der Eisenzeit, Gräberfeld der römischen Kaiserzeit
- Nr. 120131 Fluren 2, 3: ein Gräberfeld der Bronzezeit, ein Gräberfeld der Eisenzeit
- Nr. 120132 Flur 1: eine Siedlung der römischen Kaiserzeit
- Nr. 120157 Flur 1: der Dorfkern des deutschen Mittelalter, der Dorfkern der Neuzeit

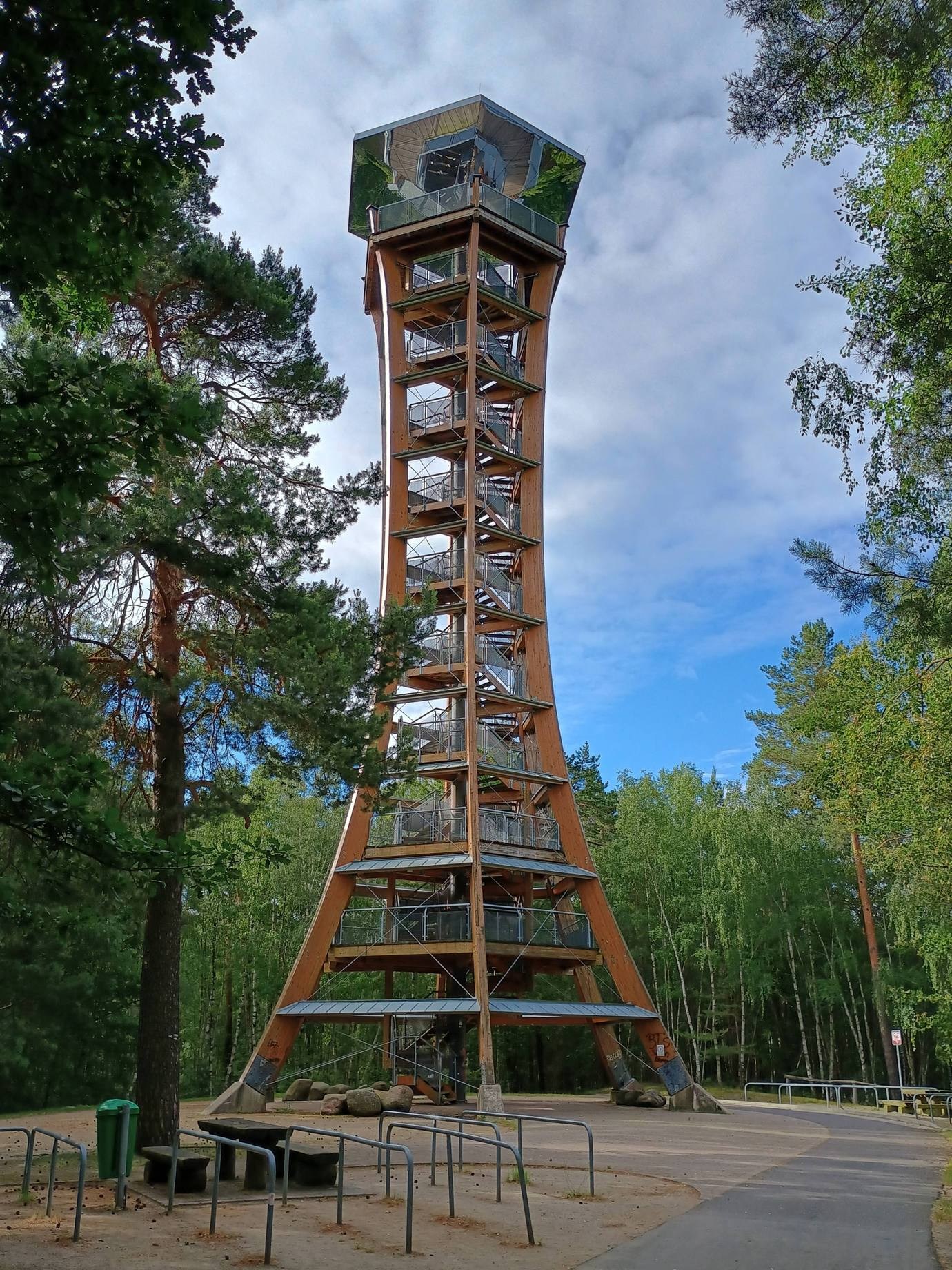
Aussichtsturm am Felixsee

Eine gute Aussicht hat man vom Aussichtsturm Felixsee am Rande des Felixsees, eines Badesees, der aus dem Restloch der von 1851 bis 1930 betriebenen Braunkohlengrube Felix entstand.
Eine weitere Sehenswürdigkeit ist das Umgebindehaus aus dem Jahr 1819. An den Bergmann und späteren Pionier Carl Klinke, der 1864 im Deutsch-Dänischen Krieg fiel, erinnert eine Gedenktafel an seinem Geburtshaus im Wohnplatz Bohsdorf-Vorwerk.

## Dörfliches Leben und Vereine
1960 der SV Bohsdorf gegründet. Im Ortsteil Bohsdorf-Vorwerk wurde 1963 ein Billard-Verein gegründet.
Das seit 1979 jährlich stattfindende Blütenfest ist über die Region hinaus bekannt und wird jeweils am zweiten Maiwochenende vom Dorfclub organisiert.
1996 wurde der Erwin-Strittmatter-Verein e. V. gegründet, der das Erwin-Strittmatter-Museum betreibt.
Für die Betreuung der Kinder gibt es die Kindertagesstätte „Wirbelwind“, in der die Kinder ab drei Jahren Englisch lernen. Etwa 50 Kinder werden von der Einrichtung betreut.
Im 19. Jahrhundert wurde in Bohsdorf noch das Johannisfest mit Jahrmarkt gefeiert, zu dem die Leute aus den Nachbarorten kamen. Die Krämer kamen aus Spremberg. Die Johannisfeuer wurden umtanzt.

## Naturschutzgebiete
Auf der Gemarkung und unmittelbar südlich von Bohsdorf-Vorwerk liegt das kleine Naturschutzgebiet Fasanerie Bohsdorf, das aus der Fasanerie des Rittergutes Bohsdorf hervorging. Der südliche Ausläufer der Gemarkung grenzt an das auf den Gemarkungen Reuthen und Friedrichshain liegende Naturschutzgebiet Reuthener Moor. Im Nordosten reicht das auf der Gemarkung Klein Kölzig liegende Naturschutzgebiet Luisensee punktuell an die Gemarkungsgrenze von Bohsdorf heran.

## Persönlichkeiten
- Erwin Strittmatter (1912–1994), Schriftsteller, wuchs in Bohsdorf auf.
- Carl Klinke (1840–1864), Pionier, maßgeblich beteiligt an der Erstürmung der Düppeler Schanzen (siehe auch: Deutsch-Dänischer Krieg)
- Bernd Drogan (* 1955), Straßenradsportler (* nach anderen Angaben in Döbern[62])